# Heurodes
Heurodes is een geslacht van spinnen uit de  familie van de wielwebspinnen (Araneidae).

## Soorten
- Heurodes fratrellus (Chamberlin, 1924)
- Heurodes porculus (Simon, 1877)
- Heurodes turritus Keyserling, 1886